# Roger de Busli
Roger de Busli también Roger de Builly, Roger de Bussel y Roger de Busti (Bully, c. 1038-Tickhill, 17 de enero de 1098) fue un caballero anglonormando, señor de Bully (llamado Busli en el siglo XI) y Tickhill. Era vasallo de Roberto de Mortain y acompañó a Guillermo II de Normandía durante en su conquista de Inglaterra en 1066.Tras la conquista, como recompensa por sus servicios, Guillermo le concedió feudos en Nottinghamshire, Derbyshire y Yorkshire, tierras que anteriormente pertenecían a diversos nobles anglosajones, entre ellos Edwin de Mercia. El Libro Domesday (1086), cita que era feudatario de 86 feudos en Nottinghamshire, 46 en Yorkshire y muchos otros en Derbyshire, Lincolnshire y Leicestershire, además de uno en Devon. 
Estos se convirtieron en el Honor de Blyth (posteriormente rebautizado como el Honor de Tickhill), y dentro de él, de Busli erigió numerosos castillos en Tickhill, Kimberworth, Laughton en le Morthen y Mexborough. En 1088, fundó el Priorato de Blyth. Gran parte de la influencia de la familia de Busli provenía de sus relaciones familiares con la corona a través de los condes de Eu. La esposa de Roger de Busli, Muriel, gozaba del favor de la reina, de quien probablemente era una dama de compañía o pariente, como lo demuestra la concesión de la reina a de Busli del señorío de Sandford tras su matrimonio.
De Busli falleció sin dejar heredero. Sus tierras fueron entregadas a Roberto II de Bellême, quien las perdió en 1102 tras liderar una rebelión contra Guillermo Rufus. Tenía un hermano llamado Ernulf [Ernald] de Busli (c. 1063-1099), señor de Maltby y Kimberworth, quien pudo recibir algo más de la heredad familiar; esas propiedades pasaron a su hijo, Jordan, y a su nieto Richard de Busli, cofundador junto a Richard FitzTurgis de la Abadía de Roche (South Yorkshire) en 1147. La herencia de Jordan de Busli todavía estaba en disputa durante el reinado de Enrique III de Inglaterra.

## Herencia
Se casó con Muriel de Chappell (c. 1040-1123), hija de Eudo de Chappell. Fruto de es relación nacieron dos hijos:
- Roger II de Builly (m. 1102), murió siendo niño;
- Béatrice [Beatrix] de Builly (c. 1075), esposa de Guillermo II de Eu.

La línea masculina de la familia de Busli se extinguió en 1213, y sus propiedades pasaron a la familia de Vipont, mediante el matrimonio de Idonea de Busli (c. 1175-1240) con Roberto de Vipont (Vieuxpont, c. 1158- 1228).